# Eugen Gladun
Eugen Gladun (n. 27 aprilie 1936, Nesfoaia, județul Hotin, Regatul României – d. 31 mai 2014, Chișinău, Republica Moldova) a fost un medic și politician din Republicii Moldova, care a îndeplinit funcția de Ministru al sănătății al Republicii Moldova în cabinetele lui Ion Ciubuc și Ion Sturza.

## Biografie
Eugeniu Gladun s-a născut la data de 27 aprilie 1936 în satul Nesfoaia, județul Hotin (pe atunci în România). După absolvirea Școlii Nr. 2 din Lipcani (1953), și-a continuat studiile la Institutul de Medicină din Chișinău (1953-1959), devenind medic ginecolog.
În anul 1959 și-a început activitatea de medic obstetrician-ginecolog în orașul Lipcani. Eugeniu Gladun urmează cursuri de doctorat, la absolvirea cărora în anul 1964 și susținerea tezei de doctor în medicină (1969), este angajat în învățământul superior în calitate de asistent, conferențiar și apoi profesor.
A fost decan al Facultății de Pediatrie (1968-1983), iar apoi din anul 1971 deține și funcția de șef al Catedrei de obstetrică și ginecologie a Universității de Stat de Medicină și Farmacie “N. Testemițanu” din Chișinău.
În anul 1983 și-a susținut teza de doctor habilitat în medicină, apoi în 1985 i s-a conferit titlul didactic de profesor universitar. Este numit Șef al Catedrei de obstretică și ginecologie
a Facultății de perfecționare a medicilor a Universității de Stat de Medicină și Farmacie "N. Testemițeanu" din Chișinău.
Este fondatorul Institutului de Cercetări Științifice în domeniul "Ocrotirii Sănătății Mamei și Copilului", actualmente instituție științiﬁcă modernă, apreciată și recunoscută de prestigioase organizații și instituții de peste hotare, activând și ca director al acestuia între anii 1988–2003.
În anul 2000, profesorul Eugen Gladun a fost ales în funcția de membru corespondent al Academiei de Științe a Moldovei.
Prof. dr. Eugeniu Gladun este membru al Academiei Internaționale în domeniul Șștiințelor Energoinformaționale, membru al Societății Europene și Mondiale a Obstetricienilor-ginecologilor, redactor-șef al revistei “Buletin de perinatologie” etc. A fost președinte al Asociației medicilor obstetricieni-ginecologi din Republica Moldova (1999-2004) și vicepreședinte al Asociației medicilor obstetricieni-ginecologi din România (2001-2003).
Pentru merite deosebite în activitatea medicală și didactică, acad. Eugen Gladun i s-a conferit titlul de om emerit, fiind desemnat apoi ca laureat al Premiului de Stat. A fost decorat cu cea mai înaltă distincție de stat a Republicii Moldova, “Ordinul Republicii”, primind apoi și medalia “Meritul civic”.
Eugen Gladun a fost ales în urma alegerilor legislative din Republica Moldova de la 20 martie 1998, ca deputat în Parlamentul Republicii Moldova, pe lista Blocului electoral "Pentru o Moldovă  Democratică  și  Prosperă", dar a demisionat la 28 mai 1998 deoarece a fost numit în funcția de ministru al sănătății.
Acad. prof. dr. Eugeniu Gladun a deținut funcția de ministru al sănătății al Republicii Moldova în perioada 22 mai 1998-12 noiembrie 1999, în guvernele conduse de Ion Ciubuc și Ion Sturza.

## Lucrări publicate
Academicianul Eugen Gladun este autorul a peste 300 de lucrări științifice, inclusiv 17 monografii, 22 de manuale, 35 de materiale didactice, 3 brevete de invenții. Sub coordonarea profesorului Eugeniu Gladun, au fost pregătite și susținute 7 teze de doctor habilitat și 22 teze de doctor în medicină, au fost înregistrate peste 220 de propuneri de raționalizare, 5 invenții.
Printre lucrările publicat de către acad. Eugen Gladun menționăm următoarele:
- Prevenirea sarcinii (Chișinău, 1995)
- Ginecologie neoperatorie: Îndrumar (Chișinău, 1996)
- Operația cezariană în obstetrica contemporană (1997)
- Aspecte contemporane ale analgeziei în obstetrică (Chișinău, 1998)
- Maladii septicopurulente în obstretică (Chișinău, 1998)
- Graviditatea ectopică (Chișinău, 1998)
- Complexul fetoplacentar: (Aspecte perinatale) (Chișinău, 2000)
- Ghid al serviciului de planificare familială (Chișinău, 2000)
- Patologia sarcinii (Chișinău, 2002)
- Obstretică practică (Chișinău, 2004)
- Șocul hemoragic în obstetrică
- Bazele terapiei hormonale în ginecologie
- Profilactica și terapia unor complicații a sarcinii și nașterii cu preparate adrenergetice
- Stimularea imunității locale în tratamentul procesului inflamator etc.